# Línia V7 de la Xarxa Ortogonal d'Autobusos de Barcelona
La Línia V7 de Transports Metropolitans de Barcelona forma part de la primera fase de la Xarxa Ortogonal d'Autobusos de la ciutat de Barcelona. Va ser inaugurada l'1 d'octubre de 2012 i va substituir la línia 30 de TMB.
En direcció a Sarrià, la línia surt de la plaça Espanya i segueix l'eix que formen els carrers Tarragona, Nicaragua, Constança, Caravel·la La Niña i el passeig de Sant Joan Bosco. En arribar a la plaça d'Artós, gira pel carrer dels Vergós i després continua per la Via Augusta fins a la plaça Borràs. Fa un petit tram per la ronda de Dalt i acaba al capdamunt del barri de Sarrià, al carrer del Desert. En direcció a plaça Espanya, fa el recorregut invers fins a la plaça de Prat de la Riba i des d'aquí baixa pels carrers Numància i Tarragona.

## Àrees d'intercanvi
- Àrea d'intercanvi Plaça Espanya
- Àrea d'intercanvi Estació de Sants
- Àrea d'intercanvi Les Corts
- Àrea d'intercanvi Prat de la Riba

## Horaris
| V7        | Primer servei  | Primer servei | Darrer servei  | Darrer servei |
| V7        | A: Pl. Espanya | A: Sarrià     | A: Pl. Espanya | A: Sarrià     |
| Feiners   | 07:00          | 06:45         | 21:30          | 22:00         |
| Dissabtes | 08:30          | 08:30         | 21:30          | 22:00         |
| Festius   | 08:55          | 08:55         | 21:30          | 22:00         |